# NORM-Rückstände
Sogenannte NORM-Rückstände können bei verschiedenen industriellen oder bergbaulichen Prozessen anfallen. NORM steht dabei für naturally occurring radioactive material. Die sich unbeabsichtigt aufkonzentrierenden radioaktiven Stoffe stammen aus den Zerfallsreihen primordialer Radionuklide (Uran-238, Uran-235 und Thorium-232), das heißt, es handelt sich um natürlich vorkommendes Material. Bleibt die spezifische Aktivität für jedes Radionuklid der Nuklidketten von Uran-238 und Thorium-232 unter 200 Bq/kg, handelt es sich nicht um NORM-Rückstände (siehe Strahlenschutzgesetz).
NORM-Rückstände entstehen beispielsweise bei der Trinkwasseraufbereitung (vgl. → Natürliche und anthropogene Kontamination von fossilem Wasser), der Gewinnung und Aufbereitung von Erdöl und Erdgas sowie der tiefen Geothermie. Werden die radioaktiven Stoffe durch technologische Prozesse angereichert, spricht man auch von TENORM (technologically enhanced naturally occurring radioactive material). Kennzeichnend ist hierbei, dass die speziellen Eigenschaften des radioaktiven Materials im Zusammenhang mit ihrem Anfallen nicht gezielt ausgenutzt wurden.
NORM-Rückstände gelten nicht als radioaktiver Abfall.
Ein in besonders großen Massen anfallendes TENORM-Material ist Phosphorgips, welcher aus besonders uranhaltigen Apatit-Lagerstätten gebildet wurde. Während Uran mit der Phosphorsäure als Uran(IV)-sulfat oder Uranylsulfat in Lösung geht, bleiben die schwer löslichen Sulfate Radiumsulfat und Calciumsulfat zurück. Weltweit fallen jährlich mehrere Millionen Tonnen dieses Materials an, die ab einem gewissen Radiumgehalt nicht legal nutzbar sind. In den USA gilt beispielsweise ein Grenzwert von 10 Picocurie Radium pro Gramm, was bei 226Ra in etwa 0,01 Milligramm Radium pro Tonne Material entspricht. Zum Vergleich: Uranerze enthalten über 300 Milligramm Radium pro Tonne Uran.